# Нечипоренко Пилип Данилович
Пили́п Дани́лович Нечипоре́нко (нар. 1904, Конотоп — пом. 1980, Конотоп) — український бандурист. Учасник Конотопської капели бандуристів і певний час її керівник.

## Життєпис
Пилип Данилович був одним із організаторів і певний час головою міської Конотопської капели бандуристів.
Відомо, що ця капела мандрувала з концертами по Україні, мала свою печатку, штамп, статус. Бувала з концертами і за межами УРСР.
За професією був шевцем. Працював на Конотопському паровозоремонтному заводі.

## Бандуристи Нечипоренки
- Нечипоренко Антін Данилович (1894—1942) — майстер з виготовлення бандур
- Нечипоренко Олексій Данилович (1882—1912) — бандурист, переховував «Кобзар» Т. Шевченка та іншу заборонену царським режимом літературу, виконував твори Т. Шевченка.
- Нечипоренко Семен Данилович (1901—?) — бандурист, майстер з виготовлення бандур.
- Нечипоренко Т. Д. — бандурист і відомий майстер бандур з Конотопа.